# Małżeństwo osób tej samej płci w Danii
     Małżeństwo
     Rejestrowany związek partnerski
     Konkubinat
     Konstytucja definiuje małżeństwo jako związek kobiety i mężczyzny
     Związki jednopłciowe nieuznawane

Status prawny związków osób tej samej płci w Europie:
Małżeństwo
Rejestrowany związek partnerski
Konkubinat
Konstytucja definiuje małżeństwo jako związek kobiety i mężczyzny
Związki jednopłciowe nieuznawane

Małżeństwa osób tej samej płci są legalne w Danii od 15 czerwca 2012. Ustawa legalizująca takie małżeństwa została przyjęta przez parlament 7 czerwca 2012 i podpisana przez królową 12 czerwca 2012. Dania stała się tym samym jedenastym krajem na świecie, który przyznał parom jednopłciowym prawo do zawarcia małżeństwa.

## Historia
W 2006 pięciu duńskich socjalliberałów przedstawiło rządowi rezolucję, by sporządzić projekt ustawy dotyczący neutralnych płciowo małżeństw. Nad rezolucją debatowano w parlamencie. Przeciwna rezolucji była konserwatywna koalicja rządząca. Ówczesna minister rodziny, Carina Christensen, tłumaczyła, że osoby żyjące w związku partnerskim już mają takie same prawa jak małżeństwa z wyjątkiem możliwości zawarcia małżeństwa w kościele, a zatem małżeństwa neutralne płciowo nie są potrzebne.
W styczniu 2008 Lone Dybkjær z Det Radikale Venstre raz jeszcze wezwała do wprowadzenia neutralnych płciowo małżeństw (duń. kønsneutrale ægteskaber).
Kopenhaska burmistrz do spraw kultury i rekreacji, Pia Allerslev, z liberalno-konserwatywnej, rządzącej wówczas partii Venstre, publicznie poparła małżeństwa osób tej samej płci. To samo uczyniła burmistrz Kopenhagi, Ritt Bjerregaard.
W czerwcu 2010 parlament raz jeszcze debatował nad projektem ustawy proponowanym przez ówczesne partie opozycyjne. Projekt został odrzucony stosunkiem głosów 57-52.
W październiku 2011 Manu Sareen, minister równości i spraw kościelnych w nowym duńskim rządzie, ogłosił, iż rząd planuje zalegalizować małżeństwa jednopłciowe wiosną 2012. 18 stycznia 2012 rząd opublikował dwa projekty ustaw. Pierwszy z nich wprowadza definicję małżeństwa jako neutralnego płciowo i zezwala na zawarcie małżeństwa jednopłciowego albo w urzędzie albo w Kościele Danii. Zawarte wcześniej związki partnerskie będą miały możliwość zamiany ich na małżeństwa, a zawarcie nowych związków partnerskich stanie się niemożliwe. Drugi projekt natomiast daje każdemu duchownemu i duchownej możliwość odmowy udzielenia małżeństwa parze jednopłciowej. Inne wspólnoty religijne także będą miały możliwość udzielenia takich małżeństw, jednak nie zostaną do tego zobowiązane. Projekty były w fazie konsultacji do 22 lutego 2012.
14 marca 2012 rząd złożył obydwa projekty do parlamentu. Obie ustawy zostały uchwalone 7 czerwca 2012 i podpisane przez królową 12 czerwca. Weszły one w życie 15 czerwca 2012.